# با ریا
با ریا (به لاتین: Bà Rịa) یک شهر در ویتنام است که در استان با ریا-وونگ تائو واقع شده‌است.

## خصوصیات
با ریا ۹۱٫۴۶ کیلومترمربع مساحت و ۱۲۲٬۴۲۴ نفر جمعیت دارد.